# Commodore 1084 monitorcsalád

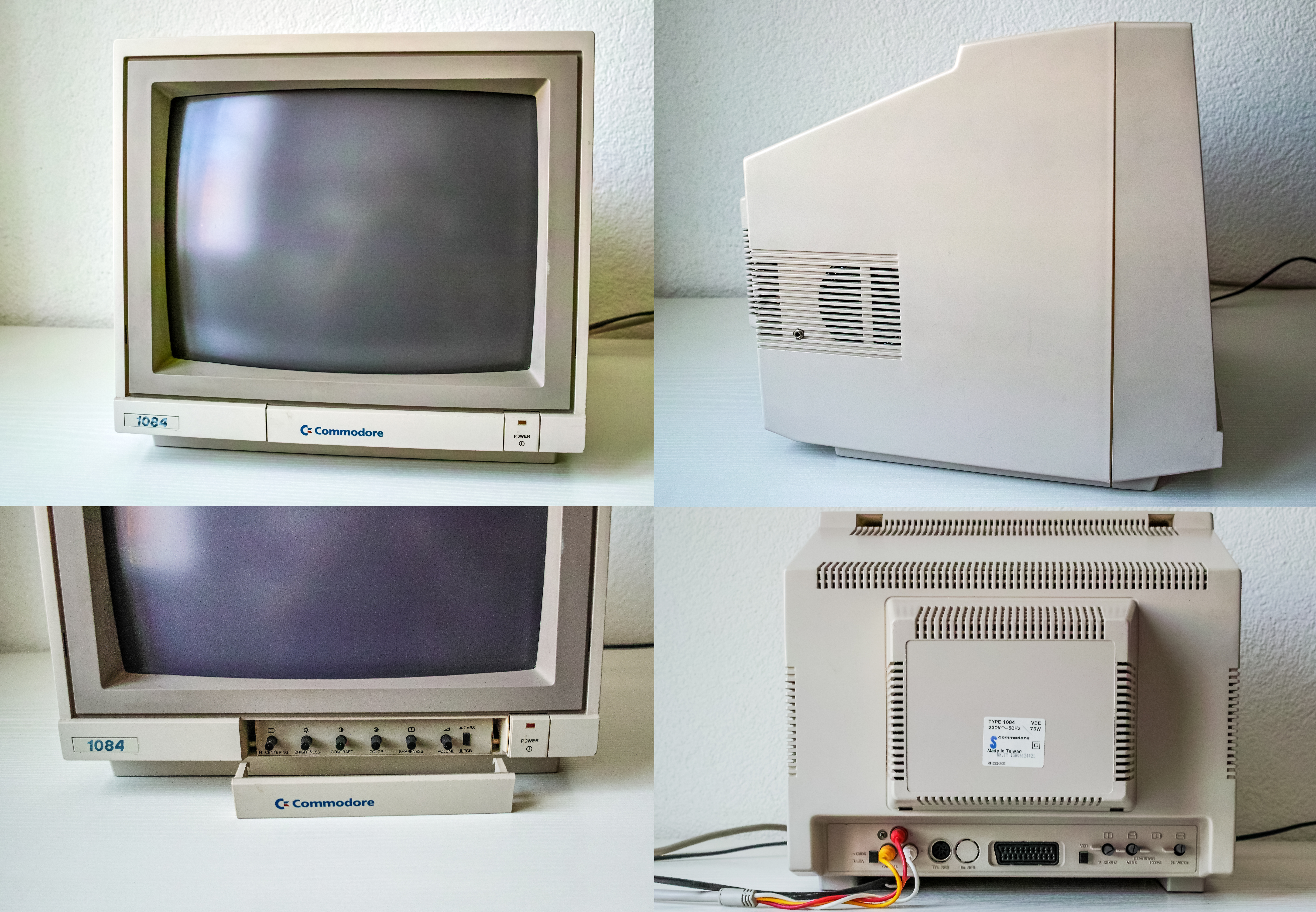
Commodore 1084, eleső változat (PAL-rendszerű, SCART-csatlakozós)

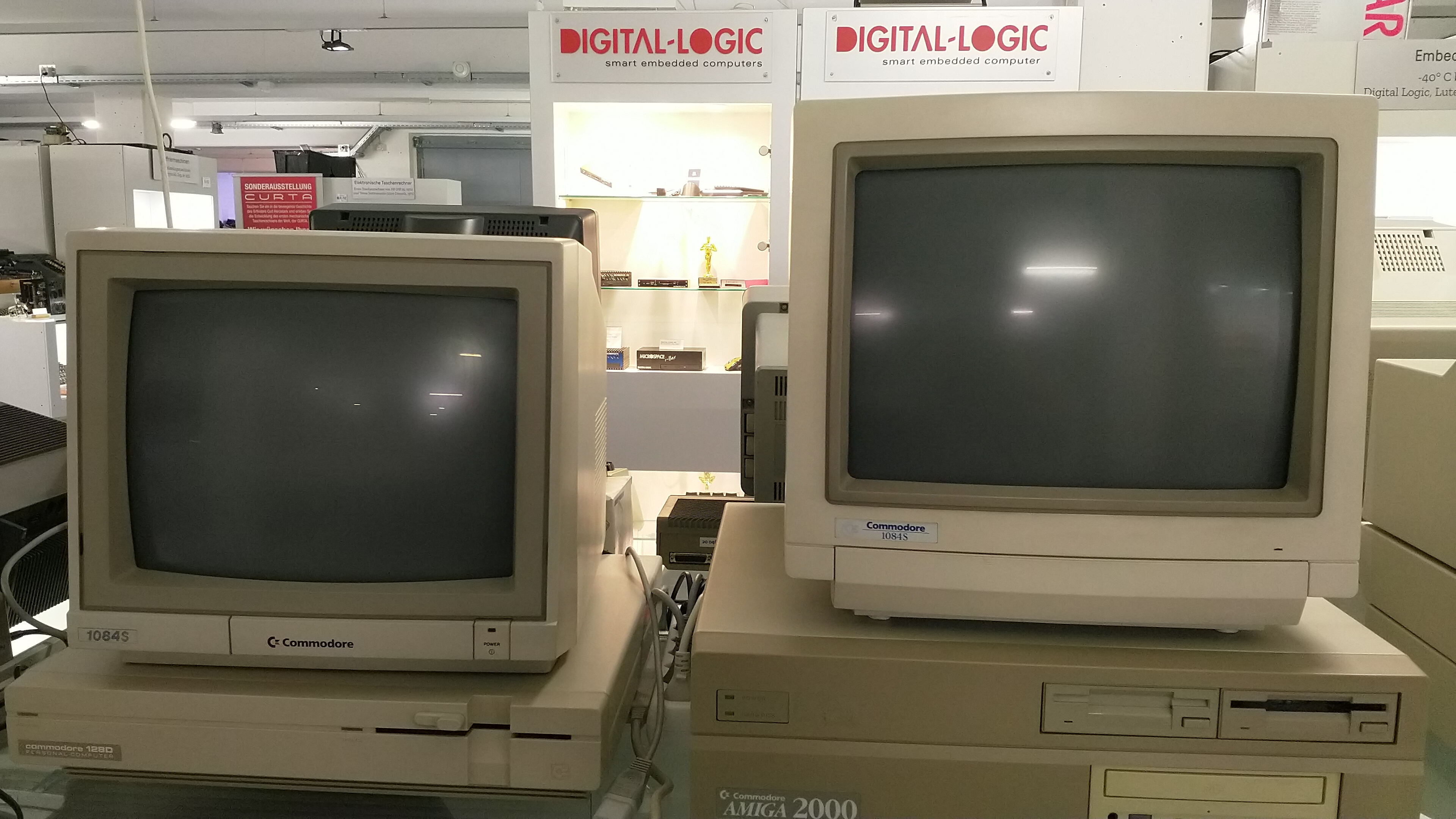
1084S két változata: balra egy 1084S-P „made in Taiwan“ (kb. 1988); jobbra egy 1084S-D2 „made in Korea“ (1992)

A Commodore 1987-ben dobta piacra Commodore 1084, illetve Commodore 1084S típusjelű monitor modelljeit. A termékek alapvetően az otthoni mikroszámítógépes piacot célozták, univerzális monitornak pozicionálva azokat a Commodore 64-től az Amigákig, illetve a Commodore PC-kig, ezen túlmenően azonban számos más, nem-Commodore számítógéppel, videójáték-konzollal volt használható (pl. Atari ST, Apple IIGS, Nintendo Entertainment System stb.). Ennek okán a monitorcsalád ma is népszerű retrocomputing területen.

## Történet
A Commodore 1987-ben kezdte meg a forgalmazást, majd az első újsághíradások 1988-ban jelentek meg, újként megjelölve a terméket. A német 64'er magazin a típusszámot elírta első cikkében, következetesen és tévesen "1804"-nek megjelölve a monitort, ugyanakkor méltatta annak képességeit és képminőségét. A negatívum csak a viszonylagosan magas kiskereskedelmi ár (700 DM) volt. Az ár 1991-körül 300 $ volt Észak-Amerikában.
Az első Commodore 1084 példányokat a Philips gyártotta. Ez a gyártó hasonló kinézetű monitorokat árusított Észak-Amerikában saját neve alatt (Philips CM8833). A gyártást a Commodore több ízben is váltogatta a Philips és a Daewoo között, így legalább 13 változata létezik attól függően, hogy milyen kinézetű burkolattal, milyen hátlapi csatlakozókkal és melyik gyártó által készült. A későbbi altípusoknál a "P" betűjel Philips gyártást, míg a "D" Deawoo-t jelent. A Philips Tajvanon, a Daewoo Dél-Koreában végezte a tényleges gyártást, míg a Commodore 1994-es csődje után Malajziában, a Likom gyárában készültek, már Commodore márkajelzés nélkül (1084ST).

## Jellemzők
Az egész Commodore 1084 monitorcsaládra jellemző, hogy egyöntetűen 15,75 kHz sorfrekvenciával működnek. Alapvetően az Amigák OCS/ECS lapkakészletéhez és képernyőfelbontásaihoz a legalkalmasabbak. Modelltől függően a képernyőfelbontás 600 vagy 640 pixel, a maximális felbontás pedig 640 × 512 (váltott-soros). A későbbi dupla letapogatási frekvenciájú, illetve váltott-soros (interlaced) képfrissítésű üzemmódokat nem támogatják, megjelenítéskor erősen vibrálnak. Ezen felül minden modell rendelkezik kompozit jel fogadására alkalmas RCA csatlakozóval. A később gyártmányok költségcsökkentési célú újratervezésen estek át, így esetenként hiányzik a digitális vagy a TTL RGB bemenet, gyakorlatilag azonban mindenféle bemeneti csatlakozó kombinációjú variáns létezik.
A modellcsalád tagjai gyakorlatilag a Philips CM8833 típusú monitor változatai. A modellekben alkalmazott képcsöveket a következő gyártók gyártották: Orion, Toshiba, Hitachi és Samsung. A képátmérő 14″ (hüvelyk, 36 cm), azonban ebből csak 13″ látható. A Philips gyártmányok RGB bemenete általában 6, illetve 8-tűs DIN csatlakozós, míg a Daewoo példányoké 9-tűs D-sub (DB9). A Commodore 1084 és a Commodore 1084S modellek között annyi különbség van, hogy előbbi monó, utóbbi sztereó hangszórókkal szerelt.

## Műszaki adatok
| Típus:                | 1084                                   |
| Képátmérő:            | 14″ (13″ látható)                      |
| Feszültség:           | 120/220-240 V ±10% váltakozófeszültség |
| Technológia:          | katódsugárcső (CRT)                    |
| Szabvány:             | NTSC vagy PAL                          |
| Teljesítményfelvétel: | 60-75 W                                |
| Sorfrekvencia:        | 15,625-15,750 kHz                      |
| Képfrekvencia:        | 50-60 Hz                               |
| Legnagyobb felbontás: | 640 x 256, 640 x 512 (váltott-soros)   |
| Nagyfeszültség:       | 23-25 kV                               |
| Sugáráram:            | 0,5-0,6 mA                             |
| Méret:                | 326 × 352 × 376 mm (H x W x D)         |
| Tömeg:                | 11-12,5 kg                             |

## Klónjai
Népszerűsége miatt több klónja is készült, melyek közül az egyik a MAGNAVOX Color Monitor 40. Ebben az esetben még a monitorház és az előlapi funkciógombok is teljesen hasonlók, mint a 1084-P típusnál, ugyanakkor a kompozit jelbemenet eltér. Egy másik 1084-klón a német Vobis cég Highscreen márkaneve alatt forgalmazott KP 548 típus, mely gyárilag SCART csatlakozót tartalmaz.

## Fordítás
- Ez a szócikk részben vagy egészben  a   Commodore 1084/1084S című német Wikipédia-szócikk fordításán alapul.  Az eredeti cikk szerkesztőit annak laptörténete sorolja fel. Ez a jelzés csupán a megfogalmazás eredetét és a szerzői jogokat jelzi, nem szolgál a cikkben szereplő információk forrásmegjelöléseként.